# D'ici et d'ailleurs
Albums de Dalida
Arabian Songs
(2009) Les Tubes Disco de Dalida
(2010)
D'ici et d'ailleurs est un coffret sorti en 2009, réunissant les différentes compilations en langues étrangères commercialisées dès 2008.
Outre les compilations espagnoles, allemandes, anglaises et arabes, le coffret contient également une double compilation de chansons françaises, une double compilation de chansons italiennes ainsi qu'un cd bonus permettant de découvrir des chansons interprétées par Dalida en japonais, en flamand, en grec ou en hébreu.

## Titres des compilations
- Sus más grandes éxitos en español (CD en espagnol)
- Glamorous Dalida (CD en anglais)
- Deutsche gesang ihre grossen erfolge (Double CD en allemand)
- Succès en Or (Double CD en français)
- Per Sempre… (Double CD en italien)
- Arabian Songs (Chansons arabes)
- Bonus (Chansons en japonais, en hébreu, en flamand et en grec)